# Закон Сарбейнса — Окслі
Закон Сарбейнса — Окслі (англ. Sarbanes-Oxley Act) прийнятий 30 липня 2002 року, відомий також як «Закон про реформу відкритих акціонерних товариств і захист інвесторів» (англ. Public Company Accounting Reform and Investor Protection Act) (у Сенаті США) та «Закон про корпоративну і аудитну звітність і відповідальність» (в Палаті представників США) (англ. Corporate and Auditing Accountability and Responsibility Act), його зазвичай називають Законом Сарбейнса — Окслі (англ. Sarbanes–Oxley), Sarbox або SOX — це федеральний Закон США, який встановив нові або вдосконалені стандарти для всіх американських рад управління публічними компаніями (англ. public company boards), фірм управління та аудиту. Вона названа на честь сенатора США Пола Сарбанеса (демократ від Меріленду) і представника США Майкла Дж. Окслі (республіканець від Огайо).
Законопроєкт був прийнятий як реакція на низку великих скандалів, пов'язаних з управлінням справами корпорацій та бухгалтерською звітністю у таких корпораціях, як Enron, Tyco International, Adelphia, Peregrine Systems та WorldCom. Ці скандали коштували інвесторам мільярди доларів, коли ціни на акції постраждалих компаній звалилися і потрясли суспільну довіру до національного ринку цінних паперів США.

## Сфера дії
Він не поширюється на приватні компанії. Закон містить 11 розділів, або секцій, починаючи від додаткової корпоративної відповідальності ради директорів (англ. Corporate board) до кримінальної відповідальності, і вимог Комісії по цінним паперам і біржам (англ. Securities and Exchange Commission) (SEC) щодо реалізації вимог нового закону.
Закон застосовується для всіх емітентів («issuers») — в такому випадку: для всіх компаній, цінні папери яких зареєстровані SEC — незалежно від місця реєстрації і діяльності компанії (тобто від того, чи торгують цінними паперами на Нью-Йоркській фондовій біржі, NASDAQ, або на будь-якій іншій американській біржі; чи зареєстровані як боргові зобов'язання в США (з лістингом або без нього); чи належать компанії, що проходить реєстрацію для випуску цінних паперів в США.

## Загальна характеристика
Відповідно до Закону, для акціонерних товариств відкритого типу:
- створюється новий режим контролю і регулювання фінансової діяльності;
- відбуваються істотні зміни в області управління і вимог до розкриття інформації емітентом.

Згідно з положеннями Закону, в кожній публічній компанії має бути створений Комітет з аудиту.

### Кодекс корпоративної поведінки
Кодекс корпоративної поведінки (Стаття 406) — це набір стандартів, які призначені для протидії зловживанням і просування ряду принципів чесного ведення бізнесу. Кожен емітент у своїх періодичних звітах повинен указувати на те, що він прийняв Кодекс корпоративної поведінки для вищих фінансових співробітників компанії. Передбачається розширити це положення і на інше керівництво. При зміні положень Кодексу необхідно негайно повідомляти про це.

### Підписання всіх доповідей в Комісію з цінних паперів і фондових ринків США виконавчим директором (СЕО) і фінансовим директором (CFO)
Статтею 906 Закону передбачається підписання керівниками емітента всіх періодичних доповідей в Комісію, що включають фінансові звіти. Директори повинні підтвердити, що подані звіти «повністю відповідають» вимогам SEC, а представлена в них інформація «справедливо відображає у всіх матеріальних аспектах фінансовий стан і результати роботи емітента». Цією ж статтею за порушення порядку передбачається кримінальна відповідальність — штраф від 1 до 5 млн доларів і ув'язнення від 10 до 20 років.

### Заборона надання позик директорам і посадовим особам компанії
Статтею 402 Закону американським і іноземним компаніям, що працюють на фондовому ринку США (а також що проходить реєстрацію в SEC для первинного публічного розміщення) забороняється надавати більшість особистих позик (англ. personal loans) директорам і посадовим особам компанії, окрім окремих споживчих і житлових позик, які американські банки і брокери (дилери) можуть за певних умов надавати своїм співробітникам. («Авансові платежі для ведення бізнесу» вважаються за допустимі, оскільки не є «особистою позикою»)

### Позбавлення директорів і посадових осіб компанії права на заохочувальні винагороди або цінні папери
У тому випадку, якщо компанія вимушена буде представити повторний фінансовий звіт внаслідок «істотної невідповідності емітента будь-якій з вимог фінансової звітності, що виявився в результаті посадовим злочином» — її Головний виконавчий директор (CEO), а також Головний фінансовий директор (CFO) позбавляються права на заохочувальні винагороди або цінні папери, а також на доходи від продажів цінних паперів емітента — протягом 12 місяців з дня публікації повторного фінансового звіту (Стаття 304 Закону). У тому випадку, якщо вказані посадові особи за період 12 місяців після публікації або подачі документа в SEC вже отримали перераховані винагороди, вони зобов'язані повернути їх емітенту.

### Неналежний вплив на аудиторів
Забороняється будь-якому співробітникові або директорові (або будь-якій іншій людині, що діє по їх вказівці) робити будь-які дії по впливу шляхом обману, примусу, маніпулювання або введення в оману аудиторів з метою отримання аудиторських фінансових висновків, що містять істотні спотворення дійсності. (Стаття 303)

### Захист інформаторів
Корпоративні інформатори (англ. whistle blowers) (співробітники, які повідомляють про недоліки в роботі компанії) отримують істотний захист від акцій відплати з боку керівництва компанії. (Статті 806, 1107)

### Скорочення часу для надання звітів
Відповідно до Статті 403 Закону, директори, посадові особи компанії, а також акціонери, що володіють понад 10 % акцій, зобов'язані надавати звіт про всі операції з акціями (Форма 4) на другий робочий день після завершення цих операцій. Ці звіти (починаючи з 30 серпня 2003 р.) повинні подаватися до SEC в електронному вигляді та викладатися на інтернет-сайті компанії.

### Нагляд за веденням бухгалтерії та аудит
Відповідно до Закону створена «Наглядова рада з ведення фінансової звітності публічних компаній» (англ. Public Company Accounting Oversight Board) (статті 101—109), яка займається контролем, регулюванням, перевіркою та застосуванням дисциплінарних заходів до аудиторських фірм, що виступають як аудитори публічних компаній.

### Нова роль для аудиторів ікомітетів з аудиту
- Аудитори підпорядковуються і звітують про свої результати не керівництву компанії, а комітету з аудиту.
- Комітет з аудиту зобов'язаний заздалегідь схвалити всі послуги (аудиторські і не аудиторські) які надаються аудиторською компанією.
- Аудитор зобов'язаний надавати Комітету з аудиту всю нову інформацію:
  - основні положення бухгалтерського обліку, які використовуватимуться при аудиті,
  - різні варіанти оцінки фінансової інформації по GAAP, які обговорювалися керівництвом компанії,
  - розбіжності в думках по фінансовому обліку, які виявилися між аудитором і керівництвом компанії, а також
  - всі інші важливі моменти спілкування аудиторів з керівництвом
- Провідний партнер по аудиту і його партнер з підготовки висновку повинні для кожної публічної компанії замінюватися через 5 років.
- Бухгалтерська фірма не може здійснювати аудит для публічної компанії в тому випадку, якщо один з її керівників (CEO, CFO, головний бухгалтер) працював у фірмі і здійснював аудит компанії протягом останнього року.

## Проблеми
Підтвердження про коректність з боку менеджменту компанії не може бути одномоментним і вимагає значних зусиль з боку всієї компанії, а не тільки підрозділів, що відповідають за підготовку фінансової звітності.